# 小行星7930
小行星7930（英語：7930）是一颗围绕太阳公转的小行星。1987年11月15日，上田清二、金田宏在钏路市发现了此天体。
这颗小行星的绝对星等为66.77909934451536等。